# TVA Vicenza
TVA Vicenza è una rete televisiva privata locale di Vicenza. Ha come missione quella di raccontare il territorio. Per questo motivo, nel suo palinsesto, trovano spazio prodotti che, dai telegiornali agli approfondimenti, spaziano sino ai documentari, i programmi sportivi, la musica e il cinema.

## Storia
L'emittente nasce nel 1978 come società cooperativa con la denominazione di Studio A, per poi cambiare proprietà con la costituzione di una nuova società da parte di Giampietro Zenere e Mario Lavarra, la Videomedia Srl, e viene quindi modificata la denominazione in TV Studio A. È la prima emittente della provincia di Vicenza e la sua sede iniziale era in via Torino, 26.
Fin dall'inizio la rete si occupa di informazione, proponendo accanto al tradizionale palinsesto (film, telefilm e cartoni animati) le partite del Vicenza Calcio, programmi d'informazione e il telegiornale TVA Notizie, nonchė alcune dirette, tra cui la storica Sportivamente Domenica, affermandosi così come una realtà nel mondo dell'editoria locale.
Nel 1982 l'emittente cambia nome in TVA, e sempre nel corso dello stesso anno subisce un attentato ad alcuni ripetitori; costretta a sospendere le trasmissioni, TVA riprende presto l'attività.
Nel 1986 l'emittente, che ha allargato la propria area di copertura irradiando i suoi programmi anche dai canali UHF 23, 46 e 60, ha un nuovo editore: Bruno Petracca. Dopo un breve periodo nel quale fa parte di Odeon TV, l'emittente si trasferisce in viale Verona, 94, sempre a Vicenza.
Negli anni novanta ha un nuovo cambio di direttore, diventa una S.p.A. ed edita anche un settimanale che ogni sabato esce in edicola: La domenica di Vicenza. Nell 1999 TVA si trasferisce in via Fermi, 241, in un edificio di circa 1800 m² nella zona dei Pomari, vicino al casello autostradale di Vicenza ovest, ad un passo dal quartiere fieristico. L'edificio, progettato specificatamente per una televisione, ospita tre studi di ripresa completamente attrezzati, tre sale regia e cinque sale montaggi.
Nel 2005 l'azienda apre una redazione a Cassola dotata di uno studio per il telegiornale dell'area bassanese (Bassano Notizie) ed un altro a disposizione per programmi televisivi. Inizia, inoltre, a realizzare spettacoli esterni alla propria sede e rivolti a tutti i cittadini e telespettatori. TVA diventa anche una web tv: collegandosi al sito si può vedere la tv in diretta streaming e tutto l'archivio delle principali trasmissioni tramite un servizio on-demand.
Con l'avvento del digitale terrestre in Veneto, dal gennaio 2011 sono nati diversi canali tematici con LCN valido a livello regionale.
Il 22 febbraio 2013 è stata acquisita la maggioranza del pacchetto azionario di TeleChiara (emittente padovana fondata dalle diocesi del Triveneto con una programmazione a vocazione culturale/religiosa). Dal 1º dicembre 2014 l'emittente fa parte del Consorzio Reti Nordest, un organismo che raggruppa le principali reti televisive del Nord Est. La nuova organizzazione ha portato all'incremento della copertura del segnale di TVA (ora visibile anche in Friuli Venezia Giulia).
Tra il 2016 e il 2017 avvengono alcuni cambiamenti per l'emittente: nell'autunno 2016 Luca Ancetti, giornalista e direttore del telegiornale, lascia l'emittente dopo 30 anni per andare a dirigere Il Giornale di Vicenza (al suo posto viene chiamato Domenico Basso, già direttore del telegiornale di Antenna Tre Nordest); nell'autunno del 2017 lo studio del telegiornale viene completamente rinnovato con l'utilizzo di scenografie virtuali in alta definizione.
Dal 16 ottobre 2018 TVA, insieme all'altra emittente del gruppo TeleChiara, rinnova la propria immagine con l'introduzione di un nuovo logo e di una nuova grafica. Al compimento dei 28 anni l'emittente viene premiata come migliore TV locale per informazione in Veneto, trasmettendo tutti i giorni News, Sport, Cronaca, Inchieste, Cultura ed Intrattenimento.
Il primo settembre 2021 alla direzione di TVA Notizie, TG Veneto News e La Domenica di Vicenza, subentra il giornalista e conduttore Danilo Guerretta. A partire dal 14 febbraio 2022 la direzione della redazione di TVA Notizie e de La Domenica di Vicenza viene affidata al giornalista Gian Marco Mancassola, mentre Danilo Guerretta rimane direttore del TG Veneto News, con tutte le produzioni giornalistiche realizzate da TeleChiara (TG Agricoltura, TG Green, TG Rovigo, Baita Alpina, Chiaramente Treviso).
Con l'arrivo dello switch-off televisivo, dal 10 marzo 2022, TVA cambia numerazione sul digitale terrestre, passando dal canale 10 al 13.

## Programmi autoprodotti
- Diretta Biancorossa: programma che segue le partite del L.R. Vicenza con collegamenti dal campo da gioco ed ospiti in studio. Si tratta di una delle trasmissioni storiche dell'emittente. È condotto dal volto sportivo di Sara Pinna, mentre alle postazioni dei commentatori sono presenti Enrico Pigato, Gaetano Cusmano, Alberto Belloni, Luciano Gaggia e Marco Rabito e Simone Gasparotto. In passato il programma fu condotto da una giovanissima Paola Di Benedetto.
- Rigorosamente Lane: programma che va in onda il giorno precedente alla partita del L.R. Vicenza e che si occupa di analizzare la partita dei biancorossi.  Andrea Ceroni approfondisce con gli ospiti in studio la prossima partita della squadra calcistica di Vicenza.
- Mosaico: contenitore culturale che presenta il principale evento del momento (dalle feste locali alle fiere) con la conduzione di Giorgio Hüllweck.
- Il filò: programma che ricorda gli usi e costumi popolari di un tempo. È condotto da Antonio Stefani, che si avvale della presenza di due noti esperti quali Galliano Rosset e Gianfranco Sinico, con numerosi ospiti in studio.
- Prima Serata: dibattito settimanale con i diversi ospiti in studio, su attualità, cronaca, politica, costume. Alla conduzione si alternano il giornalista Tiziano Bullato e il direttore news della redazione di TVA Gian Marco Mancassola.
- PodcastTvA: rubrica di approfondimento condotto dalla redazione di TVA Notizie tutti i giorni in diretta sui canali digitale, satellitare, streaming sul sito e sui social; 15 minuti circa di intervista con i protagonisti della realtà veneta del momento.

## Telegiornali
Quotidianamente, in diverse edizioni, l'emittente pubblica un telegiornale con valenza provinciale e altri tg specifici per le aree territoriali del Veneto:
- TVA Notizie: tratta le principali notizie riguardanti la città di Vicenza e la sua provincia. La "Prima Edizione" va in onda alle 13:30 dal lunedì al venerdì, mentre nel fine settimana viene anticipato alle 13:25; l'edizione serale va in onda tutti i giorni alle 19:25 e in replica alle 20:30. Parte integrante del notiziario è diventata la rubrica "Segnala il Problema", grazie alla quale i telespettatori possono evidenziare tutti i problemi che toccano i loro Comuni, che poi la redazione trasforma in servizi veri e propri.
- Bassano Notizie: è l'edizione specifica del territorio bassanese. Va in onda dalla sede di Cassola alle 18:55 con replica alle 20:10. Alla conduzione si alternano i giornalisti Emanuele Borsatto, Barbara Todesco.
- TG Veneto News: notiziario regionale delle 12:30 e delle 18:00 realizzato grazie alla collaborazione delle principali emittenti televisive del Veneto.
- TG Agricoltura: notiziario settimanale che si impegna a raccontare le principali novità dal settore primario del Veneto, presentato dal giornalista Johnny Lazzarotto.
- TG Green: settimanale di informazione che approfondisce tematiche ecologiche e di sostenibilità non limitandosi alle emergenze e ai disastri naturali ma dando uno spazio visibile e costante a tutte le iniziative con tale missione sul territorio. Presentato da Giorgio Hüllweck.

## Eventi organizzati dall'emittente
- Viva Verdi: concerto di musica lirica organizzato dall'emittente, con il contributo del Comune di Vicenza, che si tiene ad inizio giugno nella piazza più importante della città con il Coro e Orchestra di Vicenza, la partecipazione di importanti cantanti lirici, la conduzione del maestro Giuliano Fracasso e presentazione e organizzazione è di Sara Pinna.
- Miss Provincia di Vicenza - Una ragazza per Miss Mondo Italia: nato nel 2005, è un concorso di bellezza organizzato dall'emittente.
- Concerto di Capodanno: in diretta dal  Teatro Comunale Città di Vicenza la sera di San Silvestro viene trasmesso il concerto eseguito dal Coro e Orchestra di Vicenza.